# Cameraria fletcherella
Cameraria fletcherella är en fjärilsart som först beskrevs av Braun 1908.  Cameraria fletcherella ingår i släktet Cameraria och familjen styltmalar. Inga underarter finns listade i Catalogue of Life.